# Масленников, Максим Анатольевич
Максим Анатольевич Масленников (род. 8 февраля 1979, Харьков) — российский хоккеист, защитник. Мастер спорта России.

## Биография
Уроженец Харькова. Воспитанник «Кристалла» Саратов. Начинал играть в высшей лиге сезона 1995/96 за «Торпедо-2» Ярославль. В сезоне 1997/98 провёл единственный матч за «Торпедо» в Кубке России. В сезонах 1998/99 — 1999/2000 выступал в РХЛ за «Нефтехимик» Нижнекамск. В дальнейшем играл за команды низших лиг «Торпедо-2» Ярославль (1999/2000), «Сибирь-2» Новосибирск (2000/01), «Кристалл» Саратов (2000/01 — 2002/03), ЦСК ВВС (Самара) (2003/04), «Кристалл-2» (2004/05), «Тамбов» (2004/05 — 2005/07).
Чемпион мира среди молодёжных команд 1999 года.